# Mammillaria glochidiata
Mammillaria glochidiata — кактус из рода Маммиллярия.

## Описание
Стебель светло-зелёный, образует колонии.
Радиальные колючки белые. Центральных колючек 3—4, до 1,2 см длиной, тёмно-жёлтые или коричневые, нижняя колючка загнута крючком.
Цветки до 1,5 см длиной, бежеватые с розово-красным зевом. Плоды красные.

## Распространение
Эндемик мексиканского штата Идальго. Растёт в сухих пустынях.

## Синонимы
- Chilita glochidiata
- Ebnerella glochidiata
- Mammillaria wildii
- Chilita wildii
- Ebnerella wildii